# Vändradie
Med vändradie menas radien på den cirkel som bildas när man vänder ett fordon. Hur stor vändradien blir beror på vilken typ av styrning fordonet har. En skördetröska är ett exempel på fordon med liten vändradie.